# Love Island România
Love Island România este un reality-show românesc de întâlniri bazat pe franciza internațională Love Island.   Spectacolul este prezentat de Alina Ceușan,   în timp ce Dragoș Răduță este naratorul (voice-over).  
Urmând premisa altor versiuni ale formatului Love Island, show-ul prezintă un grup de concurenți singuri, cunoscuți ca „insulari”, care locuiesc împreună într-o vilă special construită, izolată de lumea exterioară, în încercarea de a găsi dragostea. Oamenii insulei sunt monitorizați în permanență în timpul șederii lor în casă de camere de televiziune în direct, precum și de microfoane audio personale. Pe tot parcursul serialului, concurenții „se cuplează” pentru a evita să fie aruncați din vilă. În plus, România va vota ca insularii lor preferați să rămână în vilă la anumite momente pe parcursul emisiunii. Pe măsură ce vechii insulari pleacă din casă, noi insulari vor intra. La finalul sezonului, România va vota o ultimă dată pentru a determina cuplul câștigător.

## Format
Love Island implică un grup de concurenți, numiți insulari, care trăiesc izolați de lumea exterioară într-o vilă, sub supraveghere video constantă. Pentru a supraviețui în vilă, insularii trebuie să fie cuplati cu un alt insular, fie că este vorba de dragoste, prietenie sau supraviețuire, deoarece cuplul câștigător primește 50.000 de euro. În prima zi, insularii se cuplează pentru prima dată pe baza primelor impresii, dar pe durata serialului, ei sunt forțați să treacă prin „recuplare”, unde pot alege (sau pot fi aleși) ca să rămână în cuplul actual sau să îl schimbe.
Orice insular care rămâne singur, după cuplare, este eliminat și „abandonat” de pe insulă. Insularii pot fi eliminați și printr-un vot public în timpul seriei. Publicul poate vota cuplul preferat sau pe cine crede că este cel mai compatibil prin aplicația Love Island disponibilă pe smartphone-uri. Cuplurile care primesc cele mai puține voturi riscă să fie eliminate. Ocazional, pot apărea răsturnări de situație, în care insularii trebuie să se elimine reciproc. În ultima săptămână, publicul votează pentru ce cuplu dorește să câștige sezonul și să ia premiul.
În timp ce se află în vilă, fiecare insular are propriul telefon cu care poate contacta alți insulari doar prin mesaj text – sau poate primi mesaje despre cele mai recente provocări, cupluri despărțite sau recuplări. Insularii și cuplurile trebuie de obicei să ia parte la multe jocuri și provocări menite să-și testeze abilitățile fizice și mentale, câștigătorii primind apoi premii speciale. Unii insulari sunt trimiși și la întâlniri în afara vilei sau pot obține întâlniri câștigând provocări. 

## Producție

### Dezvoltare
În primăvara anului 2023, a fost anunțat de ITV Studios că o versiune românească a emisiunii Love Island era în pre-producție. Formatul a fost achiziționat și de Antena 1 în februarie 2020, dar nu a mai fost produs.  
Serialul a fost anunțat oficial de Pro TV pe 12 mai 2023, înscrierile fiind deschise imediat pentru toate persoanele singure, bărbați și femei, din toată România. Primul teaser trailer, care prezintă insulari din versiunea britanică a emisiunii într-o promoție cu tematica unei companii aeriene din anii 1930, a fost lansat tot pe 12 mai 2023. După anunțul serialului, Antonii Mangov, directorul de programe al Pro TV-ului a declarat: „Suntem încântați să aducem, în sfârșit, Love Island în România. Emisiunea este unul dintre cele mai tari formate din lume, în acest moment, și se potrivește perfect strategiei VOYO și Pro TV de a avea divertisment de calitate pentru audiențe diverse. Love Island are deja foarte mulți fani în România, care au văzut versiuni internaționale ale emisiunii și sunt sigur că vor aprecia varianta românească ce va fi realizată sub semnătura calității Pro TV.” 

### Difuzare
Primul sezon al Love Island România este programat să înceapă pe 1 octombrie 2023 pe Voyo și cu o zi înainte la [[Pro TV.  Inițial, show-ul trebuia să se încheie în decembrie 2023, dar din cauza audiențelor mici, emisiunea a fost scurtată, urmând să aibă loc doar până la jumătatea lunii noiembrie, iar cinci episoade pe săptămână, ProTV a rămas doar cu trei.

## Prezentare generală a seriei
| Sezonul | Sezonul | Insulari | Zile | Locație  | Episoade | Episoade | Premiera TV          | Premiera TV       |
| Sezonul | Sezonul | Insulari | Zile | Locație  | Episoade | Episoade | Prima transmisie     | Ultima transmisie |
| ------- | ------- | -------- | ---- | -------- | -------- | -------- | -------------------- | ----------------- |
|         | 1       | 13       | 42   | Tenerife | 35       | 35       | 1 & 2 octombrie 2023 | 10 noiembrie 2023 |